# Publius libericornis
Publius libericornis is een keversoort uit de familie Passalidae. De wetenschappelijke naam van de soort is voor het eerst geldig gepubliceerd in 1934 door Luederwaldt.